# Villamanca (Marinda)
Villamanca es una localidad del concejo de Marinda, que está situado en el municipio de Cuartango, en la provincia de Álava, España.

## Historia
Hacia mediados del siglo XIX, el lugar, ya por entonces perteneciente a Cuartango, tenía contabilizada una población de veintidós habitantes. Aparece descrito en el decimosexto y último volumen del Diccionario geográfico-estadístico-histórico de España y sus posesiones de Ultramar de Pascual Madoz con las siguientes palabras:

VILLAMANCA: l. del ayunt. de Cuartango, en la prov. de Alava (á Vitoria 4 leg.), part. jud. de Añana (3), aud. terr. de Búrgos (18), c. g. de las Provincias Vascongadas, dióc. de Calahorra (20): sit. en una colina. clima frio; reina el viento N. y se padecen fiebres catarrales. Tiene 5 casas; igl. parr. (La Transfiguracion del Señor) servida por un beneficiado, y para surtido del vecindario 2 fuentes dentro de la pobl., de buenas aguas. El térm. confina N. Urbina y Marinda; E. Jocano; S. La Peña de Arcano, y O. Santa Eulalia; comprendiendo dentro de su circunferencia un monte poblado de árboles. El terreno es de media calidad, y le atraviesa el r. Badillo. caminos: los vecinales y malos. El correo se recibe de Orduña. prod.: granos, frutas y hortalizas; cria de toda especie de ganados; caza de jabalíes, lobos, zorros, liebres, perdices y codornices. ind.: un molino harinero. pobl.: 5 vec., 22 alm. contr.: con su ayuntamiento (V.).
(Madoz, 1850, p. 178)

En 2022, tenía empadronados diez habitantes.

## Demografía
| Gráfica de evolución demográfica de Villamanca entre 2000 y 2017 |
|                                                                  |
| Población de derecho según los censos de población del INE.      |

## Cultura

### Patrimonio material
Iglesia de Santiago.

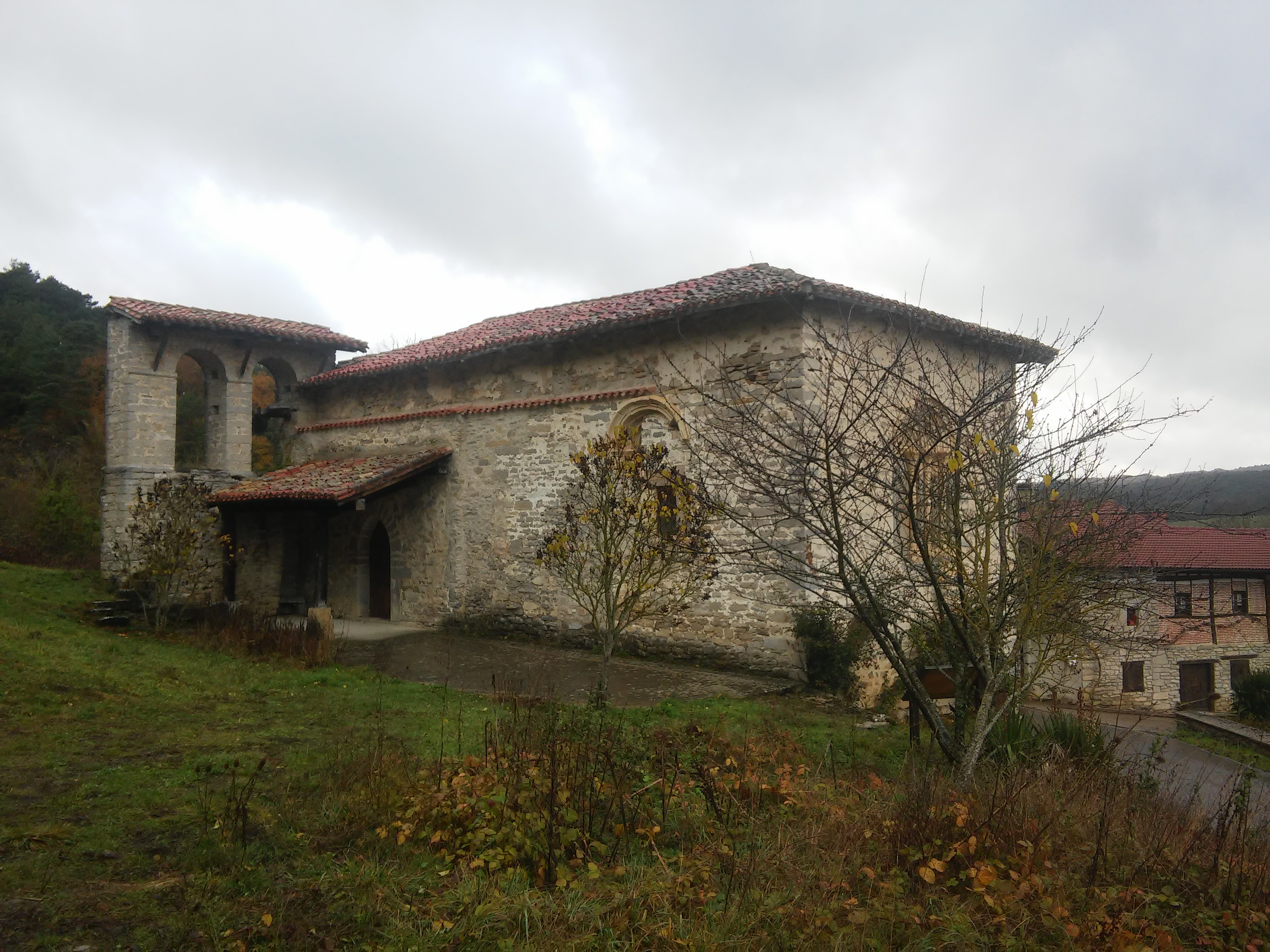
Vista de la iglesia de Santiago

Molino harinero de Villamanca - Marinda 